# Hugh Walpole
Hugh Seymour Walpole (13 de Março de 1884 - 1 de Junho de 1941), foi um romancista inglês.
Walpole nasceu em Auckland, na Nova Zelândia e estudou em Cambridge na Inglaterra. Antes de se dedicar a tempo inteiro à escrita foi professor. O seu primeiro romance foi The Wooden Horse (1909), mas foi com Fortitude (1913) que alcançou o seu primeiro grande sucesso. Trabalhou para a Cruz Vermelha na Rússia durante a Primeira Guerra Mundial, em cujas experiências se inspirou para as suas obras The Dark Forest (1916) e The Secret City (1919), pela qual foi galardoado com o prémio da primeira edição do James Tait Black Memorial Prize.
Walpole viveu em Brackenburn Lodge, nas encostas dos Catbells, no Lake District em Inglaterra, desde 1924 até à sua morte em 1941. Aí escreveu a maior parte das suas obras mais conhecidas, incluindo a saga de família The Herries Chronicle, de que fazem parte Rogue Herries (1930), Judith Paris (1931), The Fortress (1932) e Vanessa (1933), considerada a sua melhor obra. Outro conto dos Herries, The Church in the Snow, foi publicada no The Queen's Book of the Red Cross. Farthing Hall (1929) foi escrita em colaboração com J.B. Priestley.
As suas obras distinguem-se pelo vigor do estilo e pela interessante narrativa. Walpole foi muito popular e obteve com isso enormes recompensas financeiras. Foi um escritor prolífico que abarcou uma grande quantidade de géneros incluindo, contos, romances de escola (Mr Perrin and Mr Traill,  1911, e a trilogia Jeremy) que aprofundam a psicologia juvenil, romances de terror góticos (Portrait of a Man with Red Hair, 1925 e The Killer & The Slain, 1942), biografia (of Joseph Conrad em 1916, James Branch Cabell em 1920 e Anthony Trollope em 1928), teatro e um guião de cinema (David Copperfield de George Cukor, 1935). 
Walpole foi um membro chave de um exclusivo grupo homossexual da Londres dos anos 1930s, que incluía Noel Coward e Ivor Novello. W. H. Auden também o visitou na década de 1930. 
Morreu em 1941, quando fazia trabalho voluntário durante a Segunda Guerra Mundial. Catarina Cristina é uma obra póstuma.